# Audrey Flack

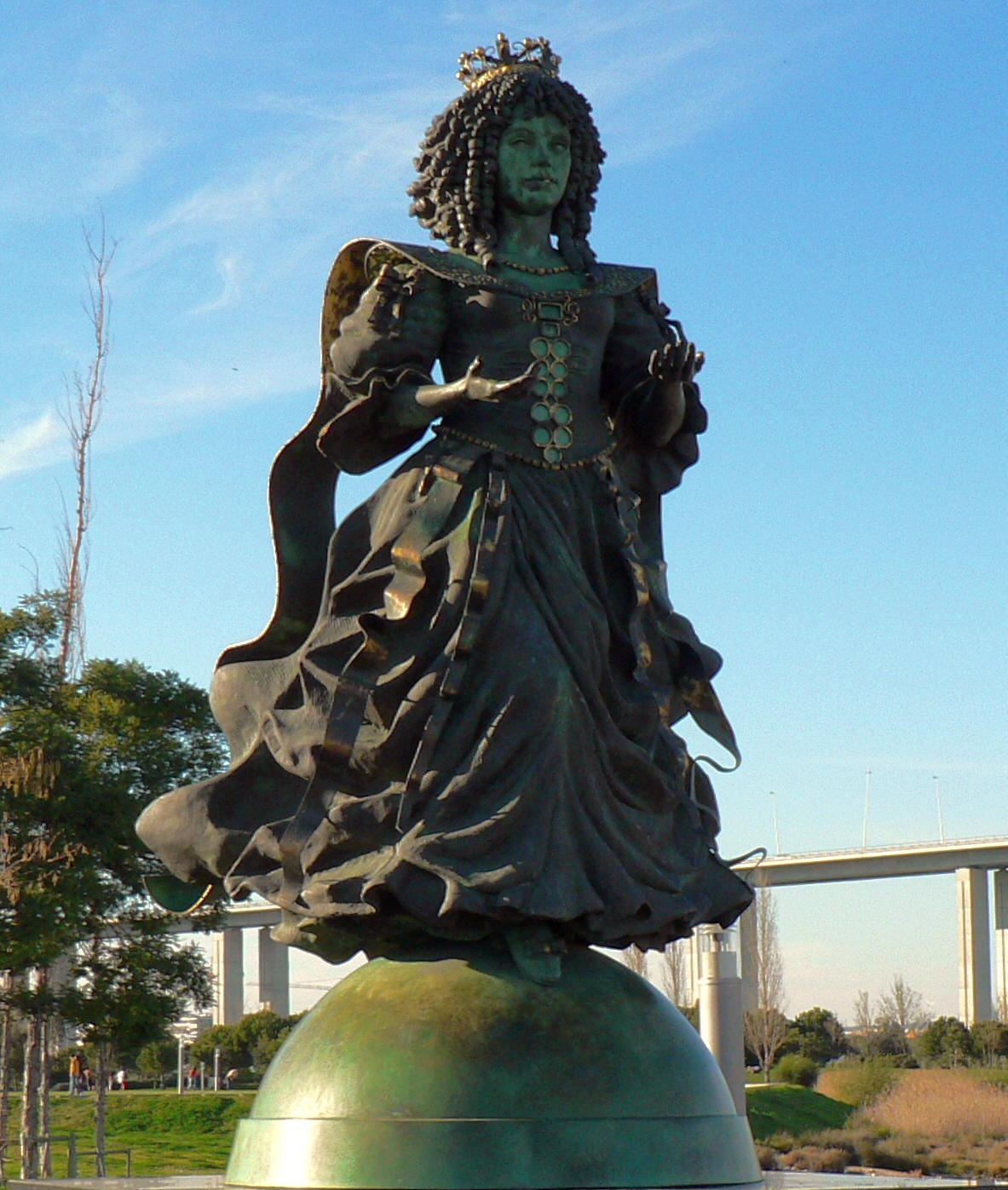
Catalina de Braganza, Parque de las Naciones (Lisboa)

Audrey L. Flack (Nueva York, 30 de mayo de 1931- Southampton, Nueva York, 28 de junio de 2024) fue una pintora, escultora y grabadora estadounidense, representante del hiperrealismo.

## Biografía
Estudió en el High School of Music & Art de Nueva York. Obtuvo un título de posgrado y recibió un doctorado honorario en el Cooper Union de Nueva York (1951), así como una licenciatura en Bellas Artes de la Universidad de Yale (1952). También estudió historia del arte en el Instituto de Bellas Artes de la Universidad de Nueva York (1953).
Su obra se enmarca en el fotorrealismo, una vertiente del hiperrealismo consistente en la elaboración de lienzos tomando fotografías como modelo. Si dentro del hiperrealismo se perciben dos tendencias, una más vinculada a la tradición pictórica occidental y otra más relacionada con el realismo fotográfico de influencia pop, Flack se englobaría en la segunda, junto a otros artistas como Chuck Close, Richard Estes, Don Eddy, John Salt, Ralph Goings y John de Andrea.
La técnica de trabajo de Flack consistía en pintar sobre una proyección de diapositivas en el lienzo, con el método del air brush, que reproduce la luminosidad de la diapositiva y suaviza los contornos.
Al igual que sus compañeros, Flack se inspiró en objetos cotidianos de la realidad circundante, vinculados especialmente a ambientes urbanos y la cultura pop. Uno de los principales géneros que trató fue la naturaleza muerta, algunas de ellas cercanas al género barroco de la vanitas, un tipo de bodegón que hace referencia a la fugacidad de la vida y la inevitabilidad de la muerte. Estas obras se caracterizan por su realismo e intenso colorido, con alusiones simbólicas tomadas del bagaje histórico de este género, pero reinterpretadas en clave moderna, con objetos como joyas, flores, frutas, cosméticos y otros elementos de carácter efímero, contrapuestos a imágenes alusivas a la muerte, como pueden ser los campos de concentración. Son imágenes de ricos y vivos colores, muy elaboradas, ejecutadas con precisión, en las que se trasluce un fuerte componente emocional y simbólico, y que hacen reflexionar sobre cuestiones como el narcisismo y el materialismo.
Un buen ejemplo es Marilyn (Vanitas) (1977, University of Arizona Museum of Art, Tucson), en la que aparece un libro abierto con una fotografía de Marilyn Monroe, junto a una serie de objetos como una rosa, frutas, una vela, un calendario, un espejo, un reloj de arena, un reloj de bolsillo, un vaso, una fotografía, perlas, botes de pintura, cosméticos y un paño arrugado. Los relojes y el calendario aluden al paso del tiempo, así como la descolorida fotografía, que se percibe anterior en el tiempo a la escena representada.
Otras obras destacadas suyas son: Tower of Pisa (1971, Smithsonian American Art Museum, Washington D. C.), Macarena of Miracles (1971, Museo Metropolitano de Arte, Nueva York), Lady Madonna (1972, Museo Whitney de Arte Estadounidense, Nueva York), Jolie madame [Pretty woman] (1973, Galería Nacional de Australia, Camberra), Buddha (1975, Museo de Arte de San Luis), Parrots live forever (1978, National Gallery of Victoria, Melbourne) y Banana Split Sundae (1981, Instituto de Artes de Minneapolis).

## Exposiciones individuales
- 2017   Audrey Flack: Master Drawings from Crivelli, Hollis Taggart Galleries, Nueva York
- 2015-2016 Heroines: Audrey Flack's Transcendent Drawings and Prints, Williams Center Galleries, Lafayette College, Pensilvania; The Hyde Collection Art Museum & Historic House, Glens Falls, Nueva York; The Butler Institute of American Art, Youngstown (Ohio)
- 2015   Audrey Flack: The Abstract Expressionist Years, Hollis Taggart Galleries, Nueva York
- 2012   Audrey Flack: Sculpture, 1989-2012, Garth Greenan Gallery, Nueva York
- 2010   Audrey Flack Paints a Picture, Gary Snyder Gallery, Nueva York
- 2007   Daphne Speaks: An Exhibition of Sculpture and Master Workshop Prints, Universidad Estatal de Dakota del Norte, Grand Forks, Dakota del Norte
- 2007   Audrey Flack: Abstract Expressionist, Rider University Art Gallery, Lawrenceville (Nueva Jersey)
- 2007   Plasters and Disasters - Audrey Flack's Recent Sculpture, Kingsborough Community College, Nueva York
- 2002   Drawings, Watercolors and Sculptures - Responses to 9/11, Vered Gallery, Nueva York
- 2001   Plein Air Watercolors and Drawings, Bernaducci-Meisel Gallery, Nueva York
- 1999   Icons of the 20th Century, Savannah College of Art and Design, Savannah, Georgia
- 1998   Audrey Flack - New Work, Louis K. Meisel Gallery, Nueva York
- 1996   Daphne Speaks, Guild Hall Museum, Nueva York
- 1996   Amor Vincit Omnia, Art Museum of Western Virginia, Roanoke (Virginia)